# Мушский диалект
Мушский диалект (арм. Մշոյ բարբառ) — западноармянский диалект, на котором ранее говорили в городе Муш и историческом регионе Тарон на востоке современной Турции. В результате геноцида армян в 1915 году диалект в настоящее время находится на грани исчезновения, несколько тысяч носителей языка проживают в ряде деревень в Армении и трёх армянонаселённых деревнях в провинции Самцхе-Джавахети в Грузии.

## Распространение
По данным Грачьи Аджаряна, в начале XX века мушский диалект был распространён в городах Битлис, Хизан, Ахлат, Эрджиш, Буланык, Манацкерт, Хнус и Алашкерт. Диалект был также распространен к западу от озера Ван.
Во время русско-турецкой войны (1877-78) армяне из Муша и Алашкерта основали деревни в Эриванской губернии: в Апаране и к югу от Ново-Баязита (современный Гавар). По данным Аджаряна, в Эриванской губернии было 21 армянское село, где говорили на мушском диалекте. Другая группа армян из Хнуса поселилась около Ахалкалаки, в частности в трех деревнях: Хештия, Тория и Уджмана.
Согласно статье 1955 года, мушский диалект был распространен в деревнях, расположенных в следующих районах Советской Армении: Талин, Апаран, Артик, Агин, Эчмиадзин и Мартуни.
Одной из деревень в Армении, где до сих пор говорят на этом диалекте, является Камо на северо-западе Ширакской области.